# Johannes Hempel (Filmregisseur)
Johannes Hempel sorbisch Jan Hempel (* 20. Februar 1917 in Bautzen; † 19. Juni 1998 in Dresden) war ein sorbischer Trickfilm- und Dokumentarfilmregisseur, Puppengestalter und Bühnenbildner. Er gilt als Vater des DDR-Puppentrickfilms.

## Leben und Wirken

### Herkunft und frühe Jahre
Johannes Hempel wuchs in einer sorbischen Familie auf und besuchte in Bautzen die Schule. Danach war er einige Zeit als Dekorationsmaler tätig und studierte anschließend an der Hochschule für Angewandte Kunst in Dresden Malerei und Bühnenbild. Später war er in verschiedenen Berufen tätig.
1949/50 lebte er in München.

### Erste Schritte als Puppentrickfilmer
1950 begann Hempels Karriere als Filmemacher. In den Räumlichkeiten des Sorbischen Kultur- und Volksbildungsamtes in Bautzen realisierte er mit Unterstützung der sächsischen Regierung und sorbischer Kulturinstitutionen seinen ersten Puppentrickfilm unter dem Titel Wjelk a liška (deutsch: Wolf und Füchsin) nach einem sorbischen Tiermärchen. Hempel fungierte als Kulissenbauer, Animator, Regisseur und Produzent; gedreht wurde mit einer 16mm-Amateurfilmkamera. Obwohl ursprünglich geplant, wurde die Tonspur mit Musik des Komponisten Jurij Winar sowie einer Vertonung der Tierfiguren nicht mehr umgesetzt und das Projekt im Mai 1951 beendet. Der Film ist lediglich in drei Fragmenten überliefert. Über die ursprüngliche Länge herrscht Unklarheit. Eine offizielle Zulassung gab es nie. Präsentiert wurde Wolf und Füchsin nach Hempels eigenen Angaben, indem ein „alter Lehrer mit dem Fahrrad auf die Dörfer fuhr und den Film in den Schulen vorführte.“
Ab 1952 war er im neu gegründeten DEFA-Studio für populärwissenschaftliche Filme tätig und leitete die erste Puppentrick-Abteilung des Studios. Als erstes Filmprojekt wurde die Märchenverfilmung Frau Holle (1953) nach den Brüdern Grimm abgeschlossen. Es folgten die für ein erwachsenes Publikum konzipierten Satiren Der Hemmschuh und Die Streichholzballade (beide 1953) sowie die Eulenspiegel-Verfilmung Till Eulenspiegel und der Bäcker von Braunschweig (1954). In kürzester Zeit baute sich Hempel einen engen Stab an Mitarbeiterinnen und Mitarbeitern auf, dazu zählten Herbert K. Schulz, Rosemarie Küssner, Gerhard Behrendt und Günter Rätz. Die Arbeiten Hempels waren jedoch nicht unumstritten. Insbesondere Regisseur Kurt Weiler kritisierte öffentlich den künstlerischen Stil Hempels.

### Am DEFA-Studio für Spielfilme
1955 beteiligte sich Hempel intensiv am Aufbau des neuen DEFA-Studios für Trickfilme in Dresden. Dort entwickelte er sein künstlerisches Schaffen weiter: Für Bauer Sorglos (1956) experimentierte er erstmals mit Drahtpuppen. In Spuk im Atelier (1957) wagte er sich an eine Kombination aus Trick- und Realfilm. 1957 wurde Hempel zum Künstlerischen Leiter des Studios ernannt. Die Ausübung dieser Funktion stand für ihn unter keinem guten Stern: „Verschärfte ideologische Rahmenbedingungen, divergierende künstlerische Meinungen und persönliche Machtkämpfe schufen im Studio eine aufgeheizte Atmosphäre.“ Hempel-Kritiker Kurt Weiler verließ 1958 frustriert das Studio, was einen herben künstlerischen Einschnitt bedeutete.
In dieser Zeit geriet Hempel nicht nur in seiner Position als künstlerischer Leiter unter Druck, auch seine filmischen Arbeiten wurden zunehmend schärfer kritisiert. Die Märchenverfilmung Jorinde und Joringel (1957), die sich ästhetisch am Gemälde Brautzug im Frühling von Ludwig Richter orientierte, wurde von der Presse als kitschig verrissen. Die staatliche Zulassung seines nächsten Films Petras blaues Kleid (1958) verschleppte die Hauptverwaltung Film über den Zeitraum eines Jahres.
Anfang 1958 begann Hempel mit den Dreharbeiten zu Die seltsame Historia von den Schiltbürgern (1961), der bis dahin aufwändigsten DEFA-Trickfilmproduktion. Für die Realisierung des abendfüllenden Films waren 30 Monate Drehzeit nötig. Rund 100 angefertigte Puppen wurden von vier Animatoren geführt. Jede Szene wurde doppelt umgesetzt: zum einen als 35-mm-Kinofassung mit Lichtton, zum anderen in Totalvision mit Vier-Kanal-Magnettontechnik. Die beteiligte Filmemacherin Ina Rarisch sprach in einem Zeitzeugengespräch von zum Teil chaotischen Zuständen am Set, da Hempel parallel mit anderen Projekten am Zittauer Theater sowie am Bautzener Theater betraut war und während des Drehprozesses konzeptionelle Änderungen vornahm. Die staatliche Zulassung konnte der Film passieren, jedoch fielen die Besprechungen in der Presse zurückhaltend bis negativ aus. Bei einer Pressevorführung in Bautzen Anfang 1961 kam es zwischen Hempel und Anwesenden Pressevertretern zu einer deutlichen Auseinandersetzung über die Frage, ob es im Sozialismus noch Schiltbürgerstreiche gibt.
Der Eklat markierte den Anfang vom Ende von Hempels Schaffenszeit bei der DEFA. Zwei Wochen später wurde eine dreitägige Belegschaftsversammlung im Studio einberufen, an der auch hochrangige Vertreter des DDR-Kulturministeriums teilnahmen. Studiodirektor Herbert Gute gab bereits im Vorfeld an, dass es das Ziel der Sitzung sei: „Hempel scharf zu rügen und ›die Ursachen aufzudecken, die zum ideologischen, künstlerischen und ökonomischen Fehlschalg des Filmes Die Schiltbürger führten‹“. Hempel sah sich im Rahmen der Versammlung gezwungen, die Vorwürfe öffentlich einzugestehen. Auch sein folgendes Filmprojekt Sein letzter Gesang oder  auch Der Elfenbeinturm genannt, geriet bereits in diesen Tagen in die Kritik. Später wurde Hempel die Produktion ganz entzogen. Mit der Fertigstellung wurde der Nachwuchsregisseur Werner Krauße beauftragt. Der ursprünglich 30-minütige Film kam in einer auf zehn Minuten zusammengekürzten Fassung unter dem Titel Zwei Lieder (1962) in die Kinos.
Hempel wurde genötigt eine Erklärung zu unterschreiben, dass er das Studio im gegenseitigen Einvernehmen verlässt. Zu dieser Zeit lieferte Hempel bereits seit mehr als einem Jahr als IM „Dix“ Berichte an die Staatssicherheit. Biograf Volker Petzold zählt dies zu den großen „Widersprüchen dieser Biografie“.

### Spätere Jahre
1964 gründete Johannes Hempel das Filmstudio IWT (Industrie Werbung Technik) in Dresden in der Uthmannstraße 32. Er drehte dort in den folgenden Jahren Werbefilme vor allem für die Industrie, aber auch über Kunstdenkmäler.
Dort arbeitete er unter anderem mit den Kameramännern Helmut Körner und Ernst Hirsch zusammen. Zwischen 1987 und 1989 drehte er einige Folgen von Unser Sandmännchen als Flachfigurenfilme.
Von 1989 bis 1991 machte Johannes Hempel wieder einen Trickfilm Als es noch Wassermänner gab für die DEFA, nach Motiven aus seiner sorbischen Heimat, und erhielt dafür eine lobende Erwähnung bei den Kurzfilmtagen im Oberhausen.

## Bedeutung
Johannes Hempel gilt als der „Vater des DDR-Puppentrickfilms“. Er wurde aber einmal auch als einer der dienstältesten, jedoch zugleich unbekanntesten Trickfilmregisseure in der DDR bezeichnet, bedingt durch seinen Rauswurf bei der DEFA 1962.
Johannes Hempel war zugleich  jahrzehntelang Ausstattungsleitee des Staatlichen Ensembles für sorbische Nationalkultur in Bautzen.
1971 war er Gründungsmitglied der Sorbischen Arbeitsgruppe für Film und Fernsehen, aus der bald danach der Arbeitskreis sorbischer Filmschaffender (Koło serbskich filmowcow) wurde. Johannes Hempel schuf mit Wjelk a liška (Wolf und Füchsin, 1950/1951) den ersten sorbischen Puppentrickfilm.

## Nachwirkungen
Sein Name und seine Filme gerieten im Laufe der Zeit in Vergessenheit.
Seit 2010 wurde durch eine Buchpublikation über private Filmproduzenten in der DDR  wieder etwas auf ihn aufmerksam gemacht.
Einige Filme wurden danach wieder gezeigt, so 2011 der Werbefilm Eine Planeta wird geboren bei einer Buchvorstellung, 2022 sein Mammutwerk Die seltsame Historia von den Schiltbürgern (1961) in der restaurierten Fassung, im gleichen Jahr seine DDR-Satire Die Streichholzballade beim Dokumentarfilmfestival in Dresden, und sein erster Film Wolf und Füchsin in Dresden.
Sein Haus in der Uthmannstraße in Dresden wird von seinen Nachkommen weiter genutzt.

## Filmografie (Auswahl)
Regie
Johannes Hempel drehte die folgenden Filme als Regisseur  und Gestalter, meist für das DEFA-Studio für Trickfilme, abweichende Produktionsfirmen sind angegeben
- 1951 Wolf und Füchsin, Eigenproduktion
- 1953 Frau Holle
- 1953 Hemmschuh, Satire
- 1953 Die Streichholzballade
- 1954 Till Eulenspiegel und der Bäcker von Braunschweig
- 1955 Blinder Alarm
- 1956 Till Eulenspiegel als Türmer
- 1956 Das vergessene Püppchen
- 1956 Schnaken und Schnurren, 2 Teile
- 1956 Bauer Sorglos
- 1957 Spuk im Atelier
- 1957 Fips der Störenfried
- 1958 Petras blaues Kleid
- 1958 Jorinde und Joringel
- 1961 Der verschwundene Helm
- 1958/1961 Die seltsame Historia von den Schiltbürgern
- 1963 Beiträge zur Denkmalpflege, für Hirsch Film Dresden, Dokumentationen über Schloss, Katholische Hofkirche und Zwinger
- 1970 Eine Planeta wird geboren, Industriewerbefilm
- 1971 Lernen – Handeln – Gesundheit
- 1972 Internationale Buchkunst zu Gast in der DDR
- 1976 Mercin Novak – Maler seines Volkes
- 1989/1992 Als es noch Wassermänner gab

Drehbuch
- 1962 Zwei Lieder
- 1962 Das Häschen und der Brunnen

## Auszeichnungen
Drei Filme von Johannes Hempel erhielten Preise auf Internationalen Filmfestivals
- 1955 Dokumentarfilmfestival Leipzig, Kamerapreis und Anerkennung für Gesamtleitung von Till Eulenspiegel und der Bäcker  von Braunschweig
- 1960 Internationales Filmfestival Karlovy Vary, Diplom für Schnaken und Schnurren
- 1992 Internationale Kurzfilmtage Oberhausen, Lobende Erwähnung für Als es noch Wassermänner gab